# Свещник
 Тази статия е за предмета свещник.  За върха в Пирин вижте Свещник (връх).  
Свещник е декоративна поставка за една или повече свещи. В миналото служи предимно за осветление, докато днес основните му функции са обредни или декоративни. Големината на свещниците може да е от няколко сантиметра до един-два метра в зависимост от предназначението. Те се изработват от порцелан, метал, стъкло или дърво. Менората е вид свещник.
Свещниците се срещат за първи път в културата на етруските и са с големина до 1,6 метра.